# 278 f.Kr.

## Händelser

### Efter plats

#### Seleukiderriket
- Efter att ha blivit besegrade i Grekland beger sig gallerna till Mindre Asien. Den seleukidiske kungen Antiochos vinner en stor seger över dem, vilket leder till, att han erhåller titeln Soter (grekiska för "frälsare"). Gallerna slår sig ner och blir "galatier" samt får 2 000 talenter årligen av de selukidiska kungarna för att hålla fred.
- Antigonos sluter fred med Antiochos, som ger upp sina krav på Makedonien. Därefter markeras Antigonos II:s utrikespolitik av vänskap med seleukiderna.
- Nikomedes I blir den förste härskaren av Bithynien som antar titeln kung. Han grundar staden Nikomedia, som snart blomstrar.

#### Sicilien
- Karthagerna tar ett bråk mellan Syrakusa och Agrigentum som förevändning för att börja belägra Syrakusa. Syrakusaborna ber då kung Pyrrhus om hjälp. Samtidigt ber makedonierna, vars kung Ptolemaios Keraunos har blivit dödad av invaderande galler, Pyrrhus att uppstiga på den makedoniska tronen. Pyrrhus bestämmer sig för att ett ingripande på Sicilien innebär större möjligheter och överför sin armé dit.
- När de anländer till Sicilien vinner Pyrrhus styrkor olika slag mot karthagerna över hela ön. Pyrrhus erövrar det mesta av den del, som styrs av karthagerna, förutom Lilybaeum (Marsala).
- Pyrrhus utropas till kung av Sicilien. Han planerar att låta sin son Helenus ärva kungariket Sicilien och sin andre son Alexander att ärva Italien.

#### Kina
- Chus kärnland i nuvarande Hubeiprovinsen invaderas av den mäktiga staten Qin i väster och inavsionen leds av Bai Qi. Chus regering flyttar österut till olika tillfälliga huvudstäder innan man slår sig ner i Shouchun 241 f.Kr.
- Qu Yuan skriver dikten "Klagosång för Ying" efter att Chus huvudstad har fallit.

## Avlidna
- Polyainos från Lampsakos, grekisk matematiker och filosof samt vän till Epikuros (född omkring 340 f.Kr.)
- Qu Yuan, kinesisk poet från södra Chu, som levde under De stridande staternas period och vars arbeten till största delen återfinns i en poesiantologi känd som Chu Ci (född omkring 340 f.Kr.)